# Rebecca Ruiz
Rebecca Ana Ruiz, född 4 februari 1982, är en schweizisk politiker från det socialdemokratiska partiet (SP). Sedan 2019 är hon medlem av statsrådet i kantonen Vaud där hon leder den kantonala avdelningen för hälsa och sociala åtgärder. Hon representerade också Vaud i Nationalrådet från juni 2014 till maj 2019.

## Biografi
Ruiz kommer från en politiskt aktiv familj. Hennes föräldrar immigrerade från Spanien  där de varit medlemmar av det spanska socialistiska arbetarpartiet. Hon är medborgare i både Spanien och Schweiz. 

## Politisk karriär
Ruiz är en sittande statsråd för kantonen Vaud. Hon valdes den 19 mars 2019  och tillträdde den 7 maj. Hon hade tidigare varit ledamot i Riksrådet sedan 2 juni 2014.
Juli 2006 till juni 2012 var hon ledamot av Lausannes kommunalråd (conseil communal). Hon tjänstgjorde sedan i Grand Council of Vaud från juli 2012 till maj 2014 och från mars 2008 till april 2013 var hon ordförande för SP i Lausanne. Från juni 2012 till maj 2014 vice ordförande för SP:s parlamentariska grupp i Stora rådet.

## Privatliv
Ruiz är gift med Lausannes kommunalråd Benoît Gaillard och har två barn.